# Confessions Tour
Confessions Tour bylo sedmé koncertní turné americké zpěvačky a skladatelky Madonny, propagující desáté studiové album Confessions on a Dance Floor. Záměr jeho uskutečnění umělkyně oznámila v listopadu 2005. Režisérem se stal dlouholetý spolupracovník Jamie King. Příprava započala v březnu 2006 poté, co se rodina zpěvačky přemístila do Los Angeles. Seznam skladeb sestával převážně z titulů desky, jíž mělo turné propagovat. Na rozdíl od většiny předchozích koncertních šňůr se žádné vystoupení neodehrálo v Austrálii, a to z logistických důvodů i pro začínající školní rok dětí Madonny, za což se omluvila na webových stránkách.
Koncert zahrnoval čtyři části: Equestrian, Bedouin, Glam-Punk a Disco. Úvodní díl Equestrian s tematikou koní obsahoval vystoupení ve stylu bondage. Sekce Bedouin doprovázela poselství. Ve třetí části Glam-Punk zpěvačka hrála na různé kytary a závěrečný segment Disco se věnoval tanci. Turné obdrželo kladné kritiky recenzentů a zaznamenalo komerční úspěch. Po zveřejnění jednotlivých termínů a míst konání byly vstupenky okamžitě vyprodány, na což organizátoři reagovali přidáním dalších představení. Po skončení získalo turné označení nejvýdělečnější šňůry ženské umělkyně v historii, když tržby dosáhly částky 194,7 milionů dolarů. Celkový počet šedesáti koncertů navštívilo 1,2 milionu diváků.
Ve vydání Guinnessovy kniha rekordů z roku 2007 figurovalo Confessions Tour jako nejvýnosnější turné v přepočtu na jeden koncert. V rámci udílení cen Pollstar Concert Industry Awards obdrželo ocenění za „nejkreativnější pódiovou produkci“, stejně tak na předávání Billboard Touring Awards 2006 bylo oceněno vystoupení ve Wembley cenou Top Boxscore.
Kontroverzním se stalo provedení balady „Live to Tell“, při němž měla Madonna na hlavě trnovou korunu zatímco zpívala na velkém stoupajícím kříži ze skla. Takové pojetí se setkalo se silnou negativní reakcí z náboženských kruhů. Duchovní vůdcové odsoudili vystoupení na římském Olympijském stadionu jako akt nepřátelství k římskokatolické církvi. Zpěvačka reagovala slovy, že chtěla upozornit na milióny afrických dětí, které umírají v důsledku hladu, nezájmu a chudoby. Ve Spojených státech bylo turné vysíláno televizní stanicí NBC a ve Spojeném království pak na kanálu Channel 4. Následně došlo k vydání kompletu CD a DVD nazvaného The Confessions Tour.

## Scéna a rekvizity
Rekvizity a pódiová konstrukce s dalšími součástmi byly převáženy v návěsech dvaceti čtyř kamionů. Scéna sestávala z hlavního pódia se třemi výtahy a vyjíždějícím otočným stolem.

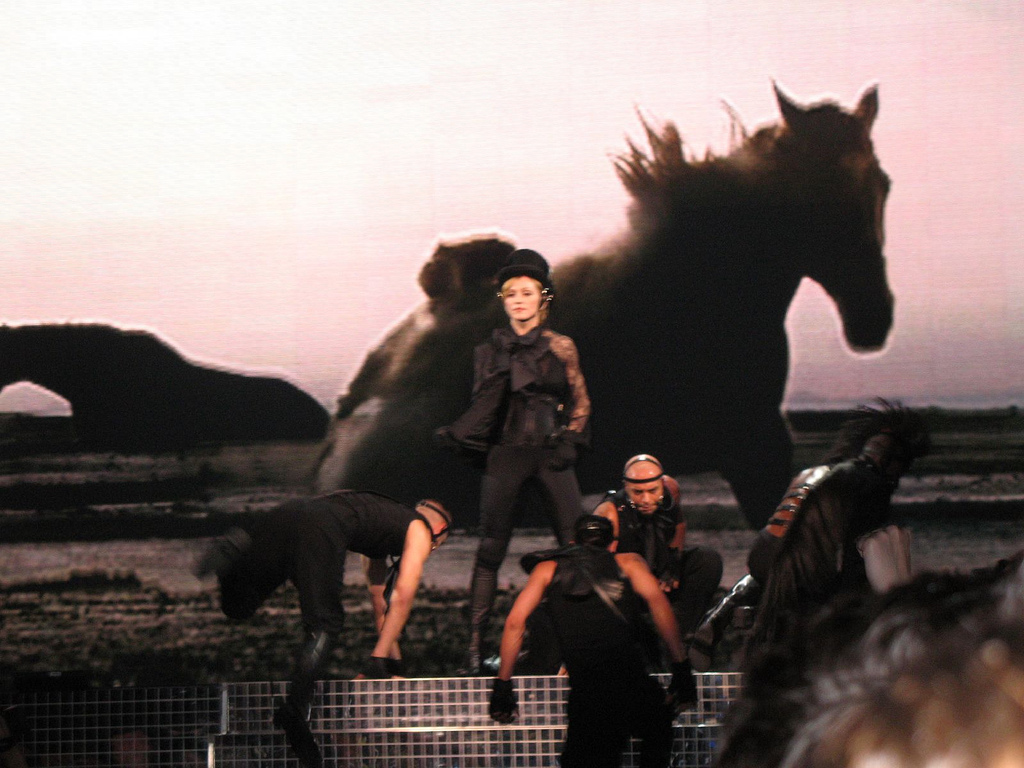
Segment Equestrian – píseň „Future Lovers“

Centrální lávka byla lemována LED diodami a impulzními stroboskopickými světly, které byly spojeny s ústřední scénou opatřenou velkoplošnou LED obrazovkou. Dvě postranní lávky směřovaly vzhůru k tribunám a jejich konstrukce obsahovala zabudované obrazovky. Vystoupení se přenášelo na dvě obrazovky nad scénou, aby celou show mohli sledovat i diváci bez ideálního výhledu. Využity byly další tři pohyblivé LED obrazovky, včetně půlkruhové, jež se spouštěla na pódium během video předělů.
Mezi rekvizitami figurovala velká diskotéková koule v hodnotě dvou milionů dolarů, ozdobená křišťálovými skly ze skláren firmy Swarovski (o celkově hmotnosti dvou tun), jejichž cena činila další dva miliony dolarů. Koule se během úvodní písně snesla k patě střední lávky a po rozevření z ní vystoupila Madonna. Otevření zajišťoval hydraulický píst; součástí interiéru byly také dvě schodiště a stovky LED diod. Během skladby „Like a Virgin“ zpěvačka seděla na pohyblivém koňském sedle. Při písni „Jump“ tanečníci skákali mezi konstrukcí kovových trubek připomínajících gymnastické hrazdy. Ocelová klec byla využita při hitech „Isaac“ a „Sorry“ a radiorekordér se objevil během breakdancu tanečníků ve šlágru „Hung Up“.
Autorem propagačního plakátu turné se stal fotograf Steven Klein, jenž Madonnu zachytil během vystoupení v londýnském G-A-Y clubu, v rámci promo vystoupení k albu Confessions on a Dance Floor.

## Koncertní show

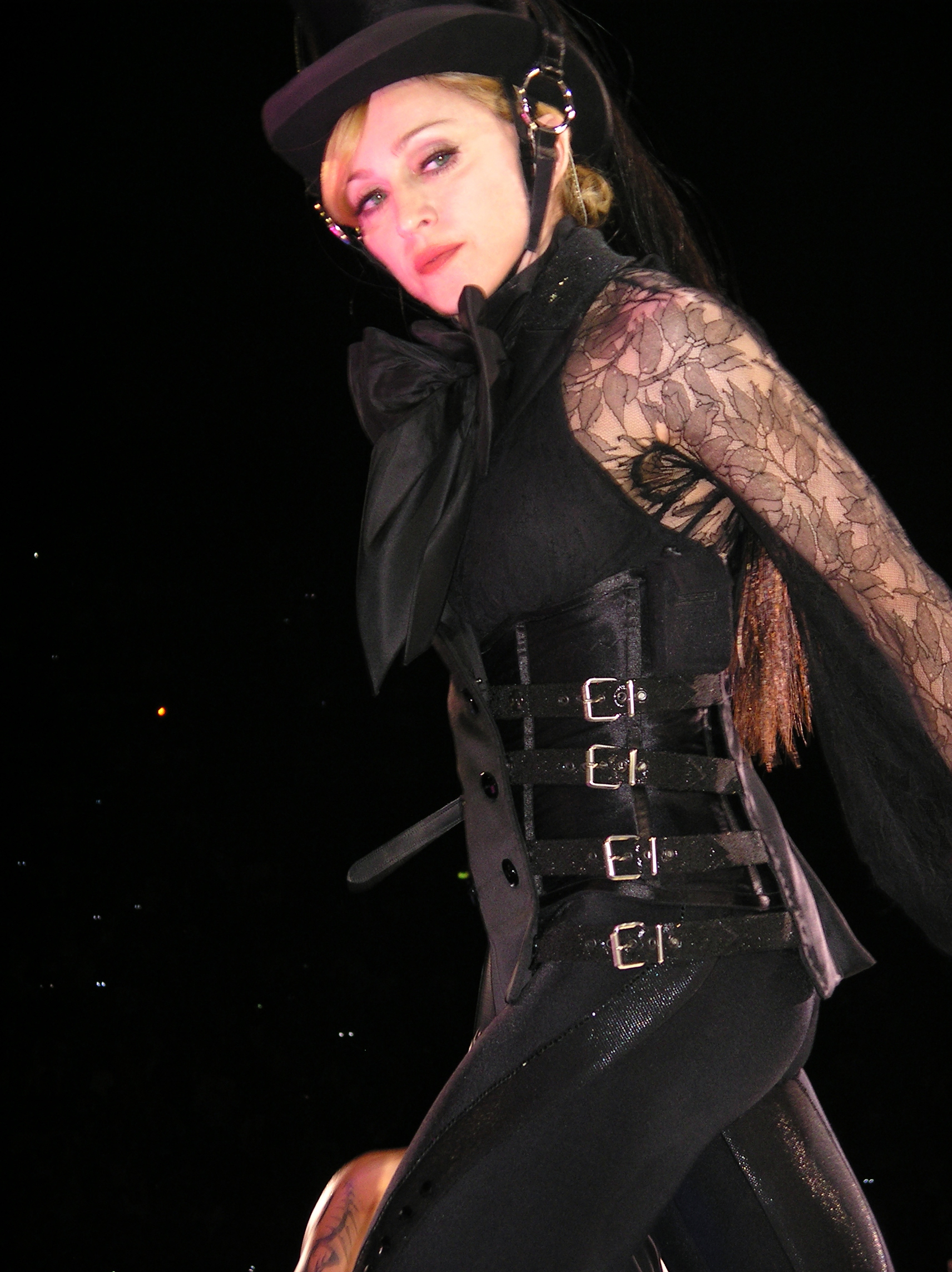
Segment Equestrian – píseň
„Future Lovers“

Šest vystoupení letní evropské části zahájil v roli předskokana anglický diskžokej Paul Oakenfold, jenž v minulosti zremixoval několik písní Madonny. Jeho část trvala přibližně devadesát minut. Následná show zpěvačky pak další dvě hodiny.
Koncert zahrnoval čtyři segmenty: Equestrian, Bedouin, Glam-Punk a Disco.
Segment Equestrian zahájil vystoupení. Na obrazovce se objevila tvář Madonny v jezdecké helmě. Přes celoplošné displeje klusali koně po rozlehlých pláních. Velká diskotéková koule se snesla na pódium a po otevření na způsob květiny z ní vystoupila zpěvačka v jezdeckém úboru a s bičíkem v ruce. Během interpretace „Future Lovers/I Feel Love“ drželi někteří tanečníci na uzdě další vystupující. Poté zazněla skladba „Get Together“.
Na pohyblivém koňském sedle, které bylo spojeno s taneční tyčí, Madonna rajtovala a tančila při hitu „Like a Virgin“. Na pozadí se zobrazovaly autentické rentgenové snímky jejích zlomených kostí. V srpnu 2005 si pádem z koně přivodila zlomeniny tří žeber, klíční kosti a ruky. Ve skladbě „Jump“ tanečníci skákali mezi tyčemi, s cílem navození představy parkuru. Poté, co umělkyně zmizela ze scény, tři vystupující v předělu „Confessions“ vyjadřovali tanečními kreacemi lidská tragická neštěstí.
Segment Bedouin odstartoval ukřižovanou Madonnou na zdvihajícím se skleněném kříži. Během romantické balady „Live to Tell“ se na horní obrazovce přičítal počet afrických obětí AIDS.

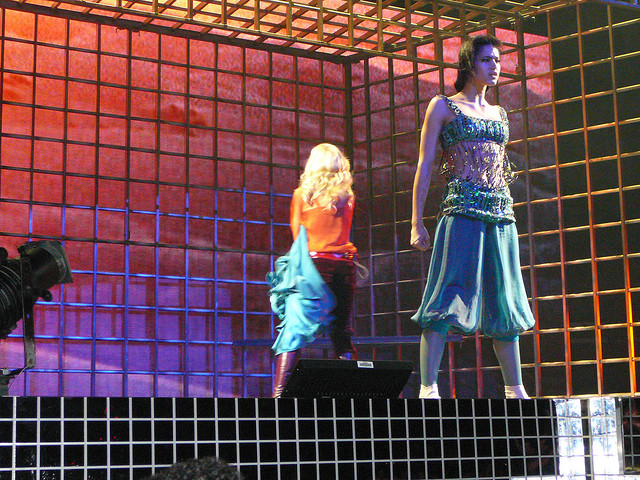
Segment Bedouin – píseň „Isaac“

Po sestoupení z krucifixu navázal přednes písně „Forbidden Love“. Dva mužští tanečníci během zpěvu proplétali svá těla a proudící červené krvinky se na displejích shlukovaly do náboženských symbolů, demonstrujících naději a jednotu.
Na pódium vstoupil další arabský vokalista, podílející se na albu Confessions on a Dance Floor. Při písni „Isaac“ tancovala žena v burce ze středovýchodního regionu v kleci. Scénu doprovázely písečné duny promítané na zadní obrazovku. Hit „Sorry“ oživil taneční choreografii z videoklipu včetně stejného obsazení.
Dalším číslem se stala píseň „Like It Or Not“, v níž se zpěvačka pohybovala v burleskní stylizaci okolo židle. Vzápětí tanečníci předvedli street dance krump na zremixovaný předěl „Sorry“, spolu s televizní projekcí sociálních, politických a ekologických sekvencí.

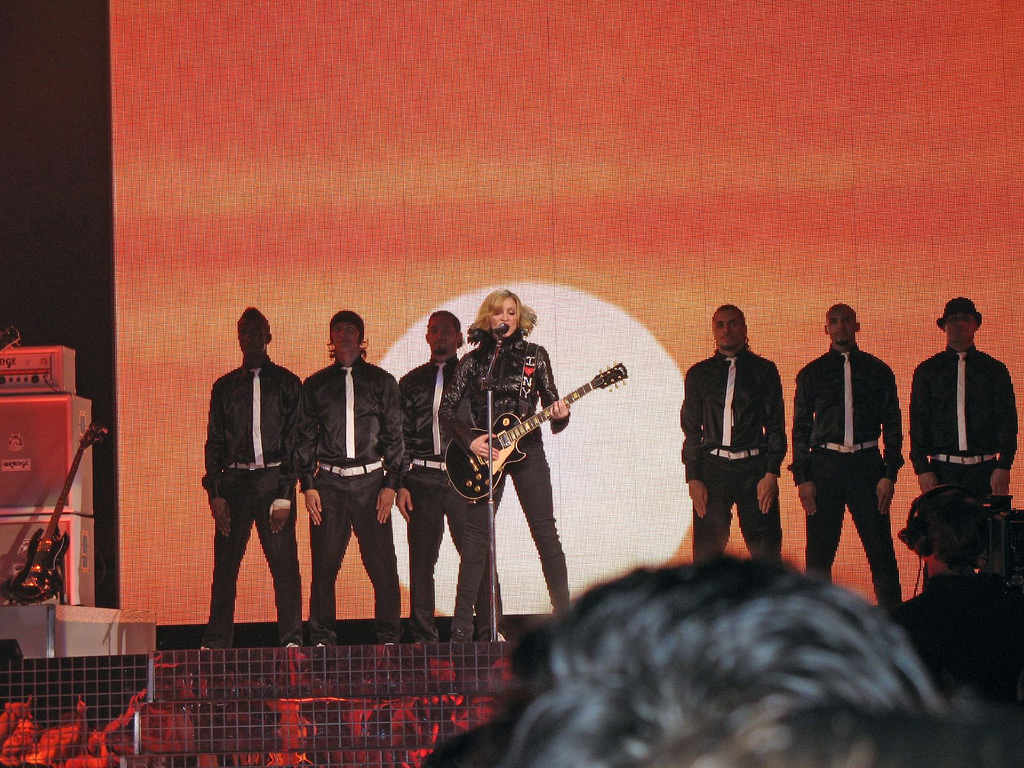
Segment Glam-Punk – píseň „Ray of Light“

Segment Glam-Punk znamenal návrat Madonny v černé rockerské módě. Popruh elektrické kytary byl opatřen nášivku „I Love New York“. Rockovou verzi eponymní skladby zahrála na pozadí panoramatu blikajících newyorských mrakodrapů a hvězd. V témže stylu odzpívala i „Ray of Light“ za doprovodu taneční choreografie ve stylu nové vlny.
Po energickém vystřižení „Let It Will Be“ se usadila na schody a několik minut konverzovala s diváky. Sále vsedě pak předvedla skladbu „Drowned World/Substitute for Love“ a to bez choreografie i videa. Po výzvě k návratu zpěváka Yitzhaka Sinwaniho na scénu, společně přednesli akustickou verzi „Paradise (Not for Me)“, během níž opět zahrála na kytaru.
Segment Disco zahájila krátká směs starých hitů v radiové úpravě.

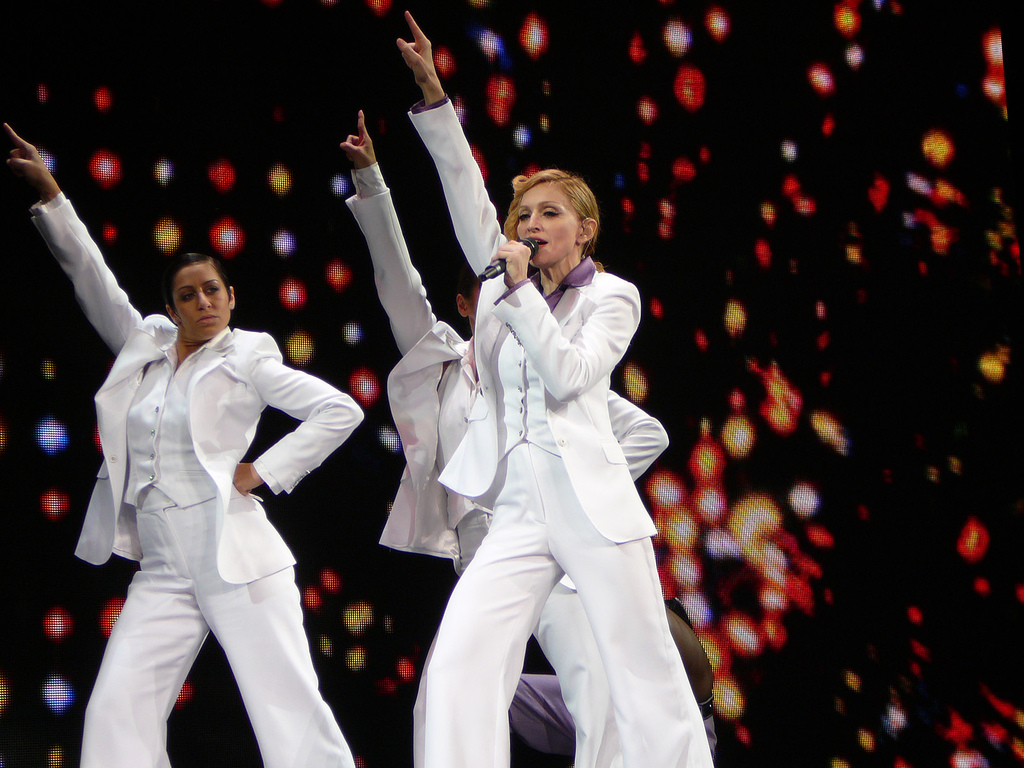
Segment Disco – píseň „Music“

Madonna zavítala na scénu v bílém retro oděvu – se stojatým límcem s ohnutými špičkami, po vzoru Johna Travolty z Horečky sobotní noci. Přednesla v něm mix šlágrů „Music“ a  „Disco Inferno“ od The Trammps z roku 1976. Tato fáze obsahovala úvodní sekvenci její písně z roku 1986 nazvanou „Where's The Party“, při níž kolem Madonny kroužili tanečníci na kolečkových bruslích.
Taneční úpravu skladby „Erotica“ zremixoval Stuart Price. Objevily se v ní části původní demoverze „You Thrill Me“. Taneční provedení hitu „La Isla Bonita“ proběhlo v tropickém stylu. Videoklip zobrazoval malebné ostrovy, moře a místní faunu. Taneční vyznění i hudební aranžmá dostala také píseň „Lucky Star“.
Závěrečnou koncertní položkou se stal šlágr „Hung Up“, v několikaminutovém finále zpívaný s publikem, na které se snášely konfety a zlaté balónky. Představení bylo zakončeno frází: „Have you confessed?“ (Už jste se vyzpovídali?), vepsanou červenou linkou na zčernalou obrazovku.

## Návštěvnost a komerční hledisko
Vyprodání vstupenek na většinu amerických a evropských koncertů trvalo několik minut. Okamžitou  reakcí na vysoký zájem bylo doplnění termínů – včetně pěti koncertů ve Wembley Arena a dalších vystoupení v New Yorku, Chicagu, Paříži a Los Angeles. Madonna vyprodala osm představení ve Wembley – první proběhlo 1. srpna 2006, čímž se podle časopisu Billboard dostala do čela průběžného žebříčku nejvíce vydělávajících zpěváků daného roku.
Zisk 80 milionů dolarů z americké části představoval nejvýnosnější letní koncertní turné roku na americkém kontinentu. Francouzská rozhlasová stanice NRJ uvedla, že dvě pařížská vystoupení byla vyprodána během 15 minut. Proto došlo k přidání dvou termínů. Původně plánované dvě londýnské show byly naplněny téměř okamžitě. Nově tak bylo přidáno dalších pět koncertů ve wembleyské aréně. Dne 8. dubna 2006 proběhlo skoupení všech 30 000 lístků na montréalskou show do 40 minut. Takto krátký časový úsek překonal rekord irské skupiny U2.

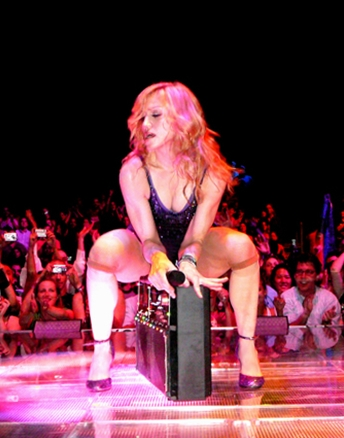
Segment Disco – píseň „Hung Up“

Na japonskou koncertní šňůru umělkyně zamířila poprvé po třinácti letech. Prodej 50 000 vstupenek na vystoupení v Ósace a Tokiu odstartoval 9. července 2006. Pokladní místa pro vykoupení byla uzavřena do pěti minut, což opět představovalo rekordní čas. Na žádost tak bylo 21. září 2006 přidáno závěrečné vystoupení v tokijském dómu.
Dne 8. srpna 2006 byl zahájen prodej více než 35 000 lístků na vůbec první moskevský koncert Američanky. Podle vyjádření organizátorů proběhlo vyprodání do čtyř dnů. To by znamenalo nový ruský rekord, když ostatní umělci potřebovali obvykle více než dva týdny. Avšak nejasné místo konání, posun termínu, výměna lístků a držení jejich značného množství v rukou spekulantů způsobily obnovený prodej vstupenek za nominální cenu až do poslední chvíle.
V České republice se konaly dva pražské koncerty 6. a 7. září 2006 v Sazka Areně, které zlomily stávající rekord návštěvnosti, když premiérový vidělo 17 798 diváků a druhý 18 628 návštěvníků, včetně bývalého českého prezidenta Václava Havla.
Podle časopisu Billboard a producenta turné Arthura Fogela, přesáhl celkový výdělek 194,7 milionů dolarů. Šedesát koncertů zhlédlo na 1,2 milionu diváků, což znamenalo historicky nejvýdělečnější turné ženské umělkyně, když Madonna překonala koncertní šňůru Cher z let 2002–2005 nazvanou Living Proof: The Farewell Tour. Svůj vlastní rekord pak zlomila v roce 2008 koncertním turné Sticky & Sweet Tour, jež se stalo nejvýnosnější Šňůrou sólového interpreta v historii hudby. Jeho zisk dosáhl výše 408 milionů dolarů. Do Guinnessovy kniha rekordů z roku 2007 bylo Confessions Tour zapsáno jako nejvýdělečnější turné historie v přepočtu na jeden koncert se ziskem 3,2 milionu na představení.
Na udílení cen Pollstar Concert Industry Awards obdrželo vyhrálo v kategorii „nejkreativnější pódiovou produkci“. Na předávání Billboard Touring Awards 2006ceněn byl oceněn také wembleyský koncert turné v kategorii Top Boxscore.

## Kontroverze „Live to Tell“
Provedení popové balady „Live to Tell“, napsané v osmdesátých letech, vyvolalo kontroverzi.
Kostým zpěvačky během skladby tvořila červená blůza, sametové kalhoty a na hlavě posazená trnová koruna. S rozpaženýma rukama byla zavěšena do velkého skleněného kříže, který se zdvihal z horizontální do vertikální polohy. Během vystoupení na zadní velké obrazovce přirůstalo číslo až k hranici 12 000 000, doprovázené fotografiemi afrických dětí. Číslo znázorňovalo přibližný počet osiřelých dětí v důsledku pandemie HIV/AIDS v Africe.

### Kritická vyjádření

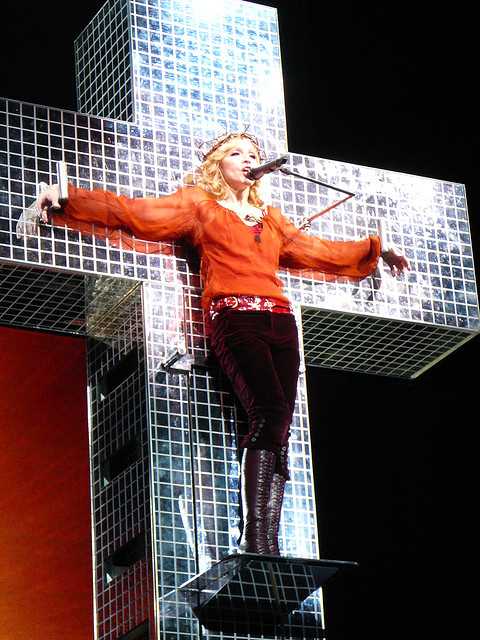
Segment Bedouin – píseň „Live to Tell“

Düsseldorfský státní zástupce Madonně pohrozil žalobou za rouhání se. Ruská pravoslavná církev a Federace židovských komunit v Rusku charakterizovaly vystoupení jako amorální a naléhaly na své členy, aby bojkotovali nadcházející koncert v Moskvě.
Vystoupení na římském Olympijském stadionu, ležícím v těsné blízkosti Vatikánu, bylo duchovními vůdci odsouzeno jako akt nepřátelství k římskokatolické církvi. Italský kardinál Ersilio Tonini jej nazval „rouhačským protestem vůči víře“ a dodal, že se jednalo o „znesvěcení kříže“. Vyzval také k exkomunikaci Madonny. Duchovní Manfredo Leone koncert charakterizoval zkratkou „neuctivý, nevkusný a provokativní“. Vystoupení zkritizovali i muslimští a židovští lídři. Prezident italské muslimské ligy Mario Scialoja uvedl: „Myslím, že její nápad představuje nejhorší vkus, udělala by lépe, kdyby se vrátila domů.“ Mluvčí židovské komunity v Římě Riccardo Pacifici prohlásil: „Je to nezdvořilý čin, a navíc o to horší, že se uskutečňuje v Římě.“
V České republice se nesouhlasně k provedení, mezi jinými, vyjádřil kardinál Miloslav Vlk, jenž vystoupení označil „za nepřijatelnou urážku náboženského cítění a věřících.“ Také dodal, že zpěvačka „zesměšňuje křesťanskou víru a zneužívá křesťanský symbol kříže.“ První televizní stanicí, která nabídla záznam turné, se stala americká NBC. Scéna „ukřižování“ však byla z přenosu vystřižena pro obavy negativních reakcí křesťanů a možných problémů se zadavateli reklamy.

### Reakce Madonny
Ke kontroverzi Madonna vydala oficiální prohlášení skrze hudební vydavatelství Warner Music, jehož součástí byl text:
„Prosím, neodsuzujte mě bez toho, že byste mou show viděli. Okolo mého účinkování na kříži se objevila spousta mylných interpretací … Nešlo o zesměšnění církve. Ze srdce věřím, že kdyby byl Ježíš nyní živ, udělal by to stejně … Mým záměrem je upozornit na milióny afrických dětí, které dennodenně umírají nebo přežívají bez péče, bez léků a bez naděje. Žádala jsem diváky, aby otevřeli svá srdce a mysli a podle svých možností přispěli k nápravě.“

## Záznam na nosičích a vysílání

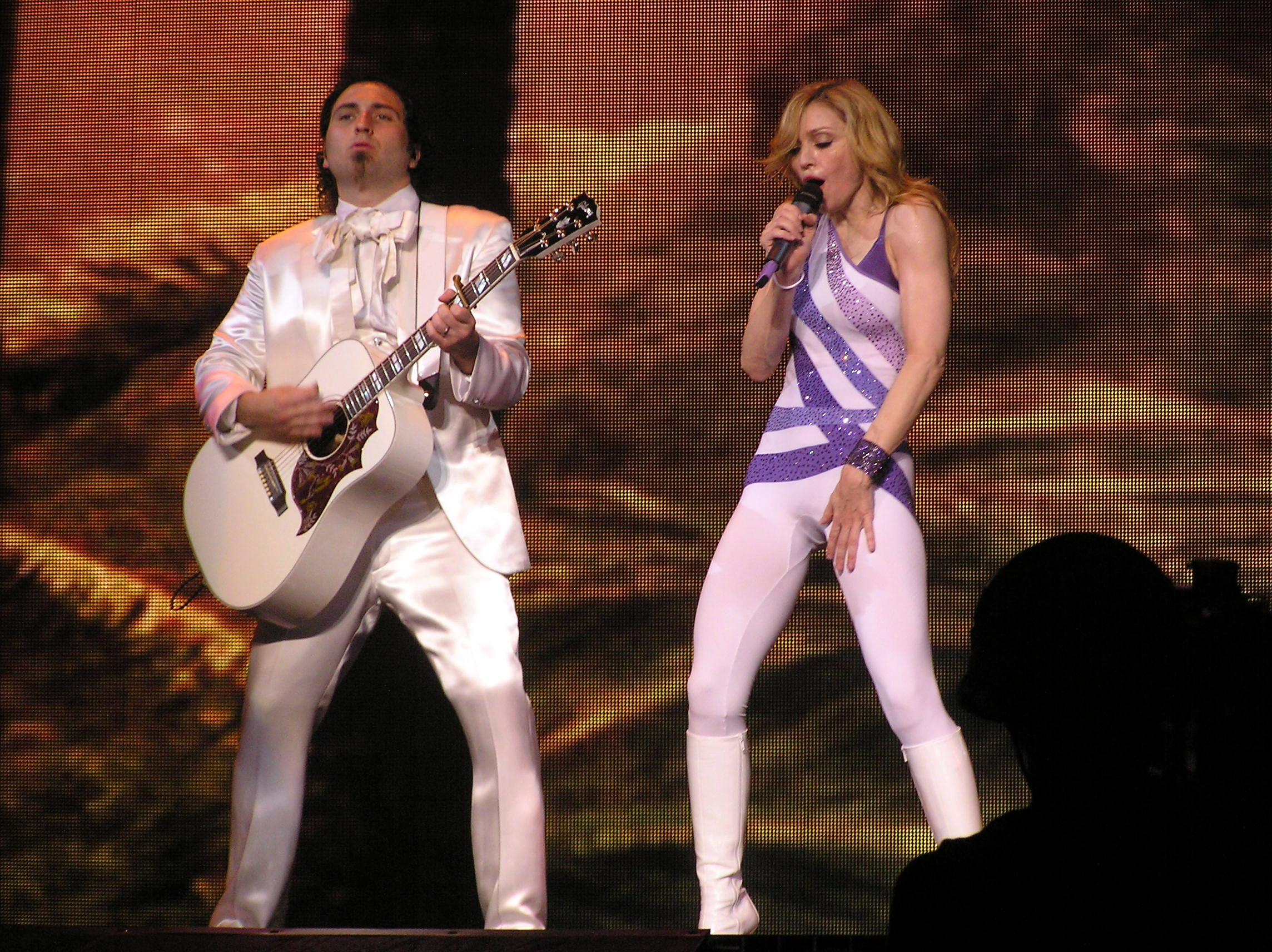
Segment Disco – píseň „La Isla Bonita“

Filmový záznam byl pořízen ze dvou londýnských koncertů na wembleyském stadionu z 15. a 16. srpna 2006. Poté, co nevyšel záměr jeho odvysílání na stanici HBO, bylo vystoupení pod názvem The Confessions Tour – Live from London uvedeno 22. listopadu 2006 na americkém kanálu NBC. Z televizní verze došlo k vystřižení předělu písně „Sorry“ a skladeb „Drowned World/Substitute for Love“, „Paradise (Not For Me)“ a „Lucky Star“. Ve Spojených státech byl proveden cenzorský zásah do písně „Live to Tell“. Namísto vystřižených záběrů Madonny na kříži, diváci sledovali videoprojekci běžící na zadních obrazovkách. Až ve chvíli sestoupení z kříže se záběr vrátil na zpěvačku. Žádná jiná země cenzuru neuplatnila. Ve Spojeném království přenos zprostředkovala stanice Channel 4 a později také E4.
V lednu 2007 uvolnilo vydavatelství Warner Bros. Records koncertní záznam The Confessions Tour v jediném kompletu CD a DVD. Po vydání vystoupalo hudební album do čela hitparád v několika evropských zemích a figurovalo v první desítce britského a kanadského žebříčku. Na americké albové hitparádě Billboard 200 dosáhlo nejvýše na patnáctou pozici. Z výročního udílení Cen Grammy, konaného 10. února 2008 v losangeleském centru Staples, si odneslo vítězství v kategorii „nejlepší dlouhotrvající hudební video“ (Best Long Form Music Video).
V říjnu 2008 stále během turné Sticky & Sweet Tour vydal Guy Oseary fotoknihu Madonna: Confessions. Obsah tvořilo 250 dosud nepublikovaných snímků, které zachycovaly dění ze zákulisí i pódia při Confessions Tour 2006. Veškerý zisk směřoval ve prospěch nadace Raising Malawi. Stanice MTV odvysílala od půlnocí 13. ledna 2013 záznam The Confessions Tour – Live from London ve vysokém rozlišení HD. V následujících dnech proběhly dvě reprízy, první od 7:00 a druhá od 10:00 hodin.

## Seznam písní
Seznam písní Confessions Tour.

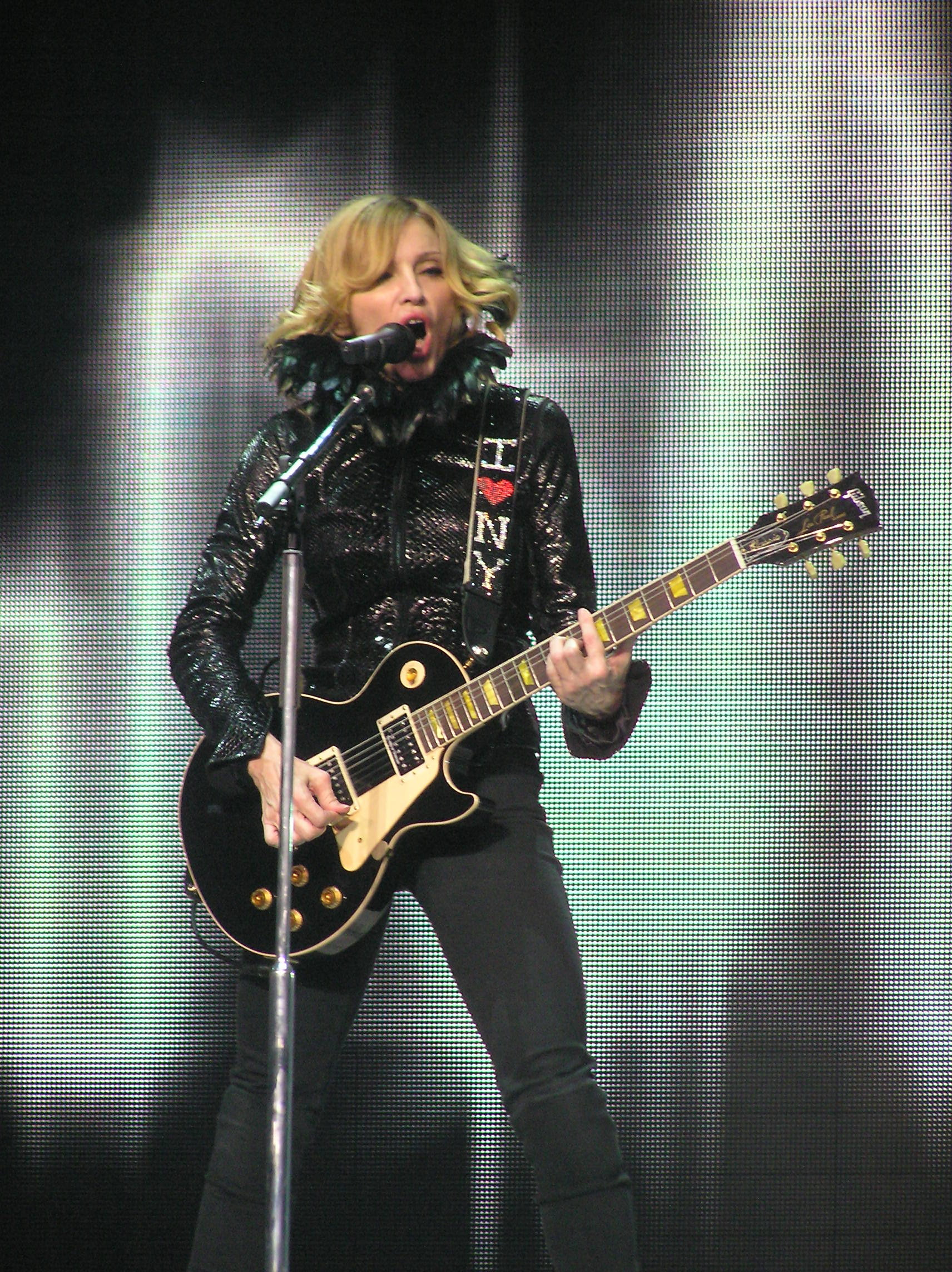
Segment Glam-Punk – píseň „Ray of Light“

1. „Future Lovers“ (obsahuje části „I Feel Love“)
2. „Get Together“
3. „Like a Virgin“
4. „Jump“
5. „Confessions“ (taneční předěl; obsahuje elementy „Live to Tell“)
6. „Live to Tell“
7. „Forbidden Love“
8. „Isaac“
9. „Sorry“ (remix Pet Shop Boys)
10. „Like It or Not“
11. „Sorry“ (remix; video předěl)
12. „I Love New York“
13. „Ray of Light“
14. „Let It Will Be“ (remix Paper Faces)
15. „Drowned World/Substitute for Love“
16. „Paradise (Not for Me)“
17. „The Duke Mixes the Hits“ (video předěl; obsahuje části „Borderline“, „Erotica“, „Dress You Up“, „Holiday“ a „Disco Inferno“)
18. „Music Inferno“ (obsahuje elementy „Disco Inferno“ a části „Where's the Party“)
19. „Erotica“ (obsahuje části „You Thrill Me“)
20. „La Isla Bonita“
21. „Lucky Star“ (obsahuje elementy „Gimme! Gimme! Gimme! (A Man After Midnight)“ a části „Hung Up“)
22. „Hung Up“ (obsahuje elementy „Lucky Star“)

## Seznam koncertů
| Seznam koncertů Confessions Tour (turné zahrnovalo 60 koncertů, z toho 34 v Severní Americe, 22 v Evropě a 4 v Asii ) |               |                    |                         |                |                       |              |
| Datum | město         | stát               | místo konání            | předskokan     | návštěvnost           | výdělek      |
| 1. část — Severní Amerika                                                                                             |               |                    |                         |                |                       |              |
| 21. května 2006 | Inglewood     | Spojené státy      | The Forum               | —              | 40 044 / 40 044       | $7 686 380   |
| 23. května 2006 | Inglewood     | Spojené státy      | The Forum               | —              | 40 044 / 40 044       | $7 686 380   |
| 24. května 2006 | Inglewood     | Spojené státy      | The Forum               | —              | 40 044 / 40 044       | $7 686 380   |
| 27. května 2006 | Las Vegas     | Spojené státy      | MGM Grand Garden Arena  | —              | 27 528 / 27 528       | $7 257 750   |
| 28. května 2006 | Las Vegas     | Spojené státy      | MGM Grand Garden Arena  | —              | 27 528 / 27 528       | $7 257 750   |
| 30. května 2006 | San Jose      | Spojené státy      | HP Pavilion at San Jose | —              | 27 024 / 27 024       | $4 761 555   |
| 31. května 2006 | San Jose      | Spojené státy      | HP Pavilion at San Jose | —              | 27 024 / 27 024       | $4 761 555   |
| 3. června 2006 | Los Angeles   | Spojené státy      | Staples Center          | —              | 14 158 / 14 158       | $2 804 583   |
| 5. června 2006 | Fresno        | Spojené státy      | Save Mart Center        | —              | 20 154 / 20 154       | $3 749 800   |
| 6. června 2006 | Fresno        | Spojené státy      | Save Mart Center        | —              | 20 154 / 20 154       | $3 749 800   |
| 8. června 2006 | Glendale      | Spojené státy      | Glendale Arena          | —              | 28 820 / 28 820       | $4 890 090   |
| 10. června 2006 | Glendale      | Spojené státy      | Glendale Arena          | —              | 28 820 / 28 820       | $4 890 090   |
| 14. června 2006 | Chicago       | Spojené státy      | United Center           | —              | 52 000 / 52 000       | $9 271 790   |
| 15. června 2006 | Chicago       | Spojené státy      | United Center           | —              | 52 000 / 52 000       | $9 271 790   |
| 18. června 2006 | Chicago       | Spojené státy      | United Center           | —              | 52 000 / 52 000       | $9 271 790   |
| 19. června 2006 | Chicago       | Spojené státy      | United Center           | —              | 52 000 / 52 000       | $9 271 790   |
| 21. června 2006 | Montréal      | Kanada             | Centre Bell             | —              | 34 940 / 34 940       | $5 670 150   |
| 22. června 2006 | Montréal      | Kanada             | Centre Bell             | —              | 34 940 / 34 940       | $5 670 150   |
| 25. června 2006 | Hartford      | Spojené státy      | Hartford Civic Center   | —              | 21 558 / 21 558       | $3 451 235   |
| 26. června 2006 | Hartford      | Spojené státy      | Hartford Civic Center   | —              | 21 558 / 21 558       | $3 451 235   |
| 28. června 2006 | New York      | Spojené státy      | Madison Square Garden   | —              | 91 841 / 91 841       | $16 507 855  |
| 29. června 2006 | New York      | Spojené státy      | Madison Square Garden   | —              | 91 841 / 91 841       | $16 507 855  |
| 2. července 2006 | New York      | Spojené státy      | Madison Square Garden   | —              | 91 841 / 91 841       | $16 507 855  |
| 3. července 2006 | New York      | Spojené státy      | Madison Square Garden   | —              | 91 841 / 91 841       | $16 507 855  |
| 6. července 2006 | Boston        | Spojené státy      | TD Banknorth Garden     | —              | 36 741 / 36 741       | $6 337 115   |
| 9. července 2006 | Boston        | Spojené státy      | TD Banknorth Garden     | —              | 36 741 / 36 741       | $6 337 115   |
| 10. července 2006 | Boston        | Spojené státy      | TD Banknorth Garden     | —              | 36 741 / 36 741       | $6 337 115   |
| 12. července 2006 | Filadelfie    | Spojené státy      | Wachovia Center         | —              | 29 749 / 29 749       | $4 639 775   |
| 13. července 2006 | Filadelfie    | Spojené státy      | Wachovia Center         | —              | 29 749 / 29 749       | $4 639 775   |
| 16. července 2006 | Atlantic City | Spojené státy      | Boardwalk Hall          | —              | 12 322 / 12 322       | $3 246 100   |
| 18. července 2006 | New York      | Spojené státy      | Madison Square Garden   | —              | —                     | —            |
| 19. července 2006 | New York      | Spojené státy      | Madison Square Garden   | —              | —                     | —            |
| 22. července 2006 | Miami         | Spojené státy      | American Airlines Arena | —              | 30 410 / 30 410       | $5 568 485   |
| 23. července 2006 | Miami         | Spojené státy      | American Airlines Arena | —              | 30 410 / 30 410       | $5 568 485   |
| 2. část — Evropa |               |                    |                         |                |                       |              |
| 30. července 2006 | Cardiff       | Spojené království | Millennium Stadium      | Paul Oakenfold | 55 795 / 55 795       | $7 788 845   |
| 1. srpna 2006 | Londýn        | Spojené království | Wembley Arena           | —              | 86 061 / 86 061       | $22 090 582  |
| 3. srpna 2006 | Londýn        | Spojené království | Wembley Arena           | —              | 86 061 / 86 061       | $22 090 582  |
| 6. srpna 2006 | Řím           | Itálie             | Stadio Olimpico         | Paul Oakenfold | 63 054 / 63 054       | $5 268 886   |
| 9. srpna 2006 | Londýn        | Spojené království | Wembley Arena           | —              | —                     | —            |
| 10. srpna 2006 | Londýn        | Spojené království | Wembley Arena           | —              | —                     | —            |
| 12. srpna 2006 | Londýn        | Spojené království | Wembley Arena           | —              | —                     | —            |
| 13. srpna 2006 | Londýn        | Spojené království | Wembley Arena           | —              | —                     | —            |
| 15. srpna 2006 | Londýn        | Spojené království | Wembley Arena           | —              | —                     | —            |
| 16. srpna 2006 | Londýn        | Spojené království | Wembley Arena           | —              | —                     | —            |
| 20. srpna 2006 | Düsseldorf    | Německo            | LTU Arena               | Paul Oakenfold | 44 744 / 44 744       | $5 926 105   |
| 22. srpna 2006 | Hannover      | Německo            | AWD-Arena               | Paul Oakenfold | 39 871 / 39 871       | $5 218 985   |
| 24. srpna 2006 | Horsens       | Dánsko             | Forum Horsens           | Paul Oakenfold | 85 232 / 85 232       | $11 435 199  |
| 27. srpna 2006 | Paříž         | Francie            | Bercy Arena             | —              | 67 758 / 67 758       | $9 145 832   |
| 28. srpna 2006 | Paříž         | Francie            | Bercy Arena             | —              | 67 758 / 67 758       | $9 145 832   |
| 30. srpna 2006 | Paříž         | Francie            | Bercy Arena             | —              | 67 758 / 67 758       | $9 145 832   |
| 31. srpna 2006 | Paříž         | Francie            | Bercy Arena             | —              | 67 758 / 67 758       | $9 145 832   |
| 3. září 2006 | Amsterdam     | Nizozemsko         | Amsterdam ArenA         | Paul Oakenfold | 102 330 / 102 330     | $11 783 254  |
| 4. září 2006 | Amsterdam     | Nizozemsko         | Amsterdam ArenA         | Paul Oakenfold | 102 330 / 102 330     | $11 783 254  |
| 6. září 2006 | Praha         | Česko              | Sazka Arena             | —              | 37 666 / 38 342       | $5 861 668   |
| 7. září 2006 | Praha         | Česko              | Sazka Arena             | —              | 37 666 / 38 342       | $5 861 668   |
| 1. září 2006 | Moskva        | Rusko              | Lužniki                 | —              | 37 939 / 37 939       | $5 548 998   |
| 3. část — Asie |               |                    |                         |                |                       |              |
| 16. září 2006 | Ósaka         | Japonsko           | Kyocera Dome Osaka      | —              | 50 623 / 50 623       | $7 379 553   |
| 17. září 2006 | Ósaka         | Japonsko           | Kyocera Dome Osaka      | —              | 50 623 / 50 623       | $7 379 553   |
| 20. září 2006 | Tokio         | Japonsko           | Tokyo Dome              | —              | 71 231 / 71 231       | $11 463 877  |
| 21. září 2006 | Tokio         | Japonsko           | Tokyo Dome              | —              | 71 231 / 71 231       | $11 463 877  |
| Celkem | Celkem        | Celkem             | Celkem                  | Celkem         | 1 209 593 / 1 210 269 | $194 754 447 |

## Obsazení
Obsazení dle obalu kompaktního disku Confessions Tour a DVD.

### Štáb a zázemí
- režisér turné – Jamie King

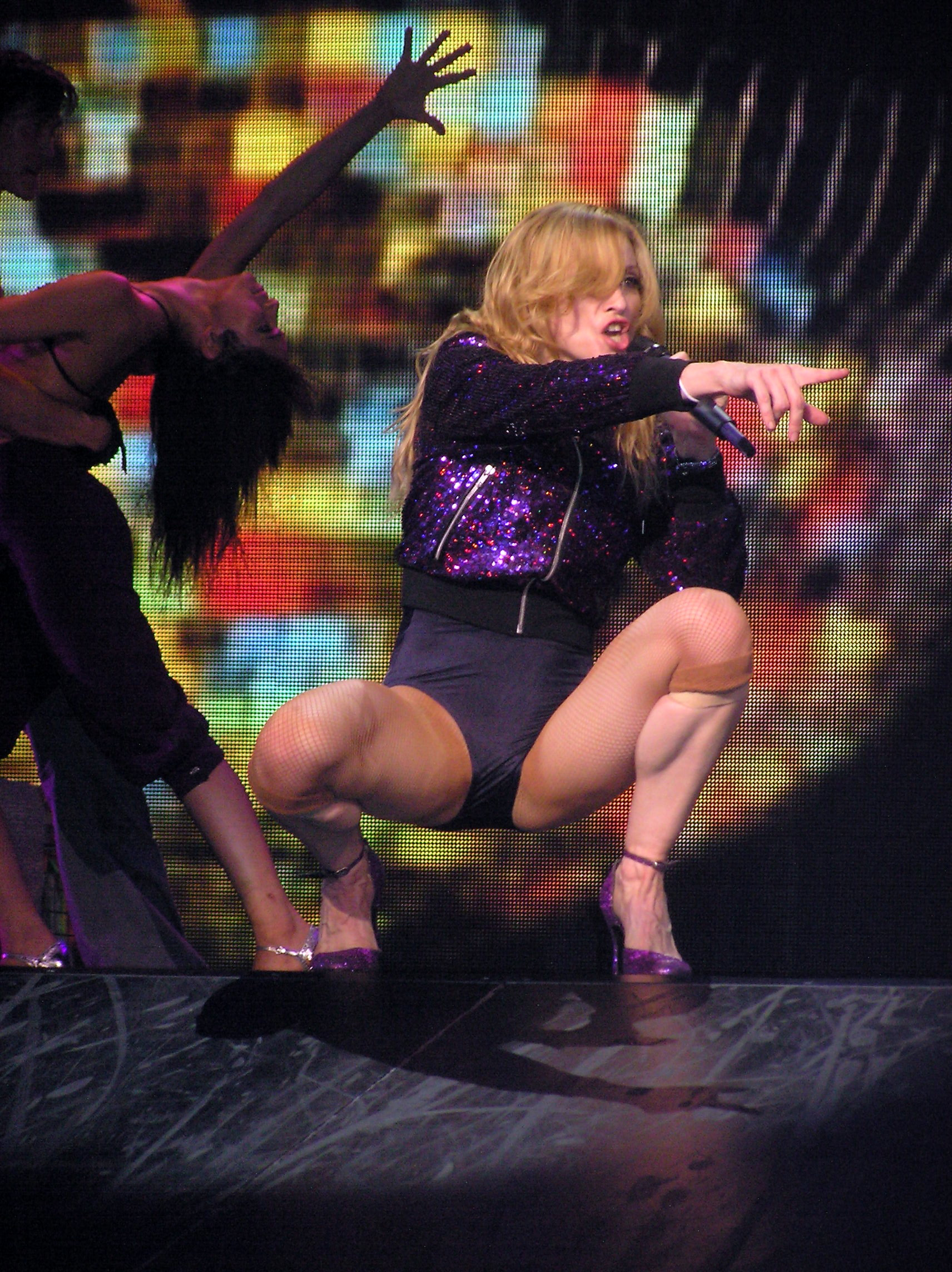
Segment Disco – píseň „Hung Up“

- asistentka režiséra koncertu – Tiffany Olsonová
- režisér videa – Dago Gonzalez pro Veneno, Inc.
- hudební režisér – Stuart Price
- kostýmní návrháři – Arianne Phillips, Jean-Paul Gaultier a Roman Diaz
- vedoucí kadeřníků a stylistů – Gabriel Panduro
- režisér osvětlení – Leroy A. Bennett
- choreografové – Jamie King, Anthony a Richmond Talauegovi, Gabriel Castillo, James Fraijo, Laurie Ann Gibsonová, Liz Imperiová, Ralph „Doctor Plik Plok“ Montejo, RJ Durell a Boppin Andre Diamond
- asistentka supervisora choreografie – Stephanie Roosová
- choreograf vystoupení na kolečkových bruslích – Fred Tallaksen
- garderobiér Madonny – Tony Villanueva
- tanečníci – Jason Young, Daniel „Cloud“ Campos, Leroy „Hypnosis“ Barnes, Mihran Kirakosian, Williams „Normann“ Charlemoine, Steve Nester, Addie Yungmee, Sofia Boutella, Charmaine „Charm“ Jordan, Reshma Gajjar, Tamara Levinsonová, Sébastien Foucan, Oleg Vorslav, Levi Meeuwenberg a Victor Lopez
- celosvětová propagace – The Next Adventure

### Kapela
- Madonna – sólová zpěvačka, kytara
- Marcus Brown – klávesy
- Donna De Lory – doprovodná zpěvačka
- Monte Pittman – kytara
- Stuart Price – kytara, klávesy
- Raymond Hudson – basa
- Nicki Richardsová – doprovodná zpěvačka
- Steve Sidelnyk – bubny
- Yitzhak Sinwani – hostující zpěvák